# Данелия, Нина Ивановна
Нина Ивановна Данелия (1906, Сенакский уезд, Кутаисская губерния, Российская империя — неизвестно, Гегечкорский район, Грузинская ССР) — колхозница колхоза имени Ленина Гегечкорского района, Грузинская ССР. Герой Социалистического Труда (1950).

## Биография
Родилась в 1906 году в крестьянской семье в одном из сельских населённых пунктов Сенакского уезда. После окончания местной начальной школы трудился в личном сельском хозяйстве. Во время коллективизации вступила в колхоз имени Ленина Гегечкорского района. Трудилась на чайной плантации. За выдающиеся трудовые достижения в годы Великой Отечественной войны и за успешное выполнение правительственных заданий по снабжению фронта продуктами питания была награждена в 1944 году Орденом «Знак Почёта».
В 1949 году собрала 6092 килограмма зелёного чайного листа на участке площадью 0,5 гектара. Указом Президиума Верховного Совета СССР от 19 июля 1950 года удостоена звания Героя Социалистического Труда за «получение высоких урожаев сортового чайного листа и цитрусовых плодов в 1949 году» с вручением ордена Ленина и золотой медали «Серп и Молот» (№ 5236).
За выдающиеся трудовые достижения по итогам работы в 1950 году награждена вторым Орденом Ленина.
После выхода на пенсию проживала в Гегечкорском районе (сегодня — Мартвильский муниципалитет). Дата смерти не установлена.
Награды
- Герой Социалистического Труда
- Орден Ленина — дважды (1950; 01.09.1951)
- Орден «Знак Почёта» (07.01.1944)